# Equazione di Ergun
L'equazione di Ergun, ricavata dall'ingegnere chimico turco Sabri Ergun nel 1952, descrive le perdite di carico lungo un reattore a letto fisso.
Tale equazione può essere scritta come:
{\displaystyle {\frac {dP}{dz}}=-{\frac {G}{\rho g_{c}D_{p}}}\left({\frac {1-\phi }{\phi ^{3}}}\right)\left[{\frac {150\left(1-\phi \right)\mu }{D_{p}}}+1,75G\right]}
dove:
- {\displaystyle P=} pressione, espressa in [Pa] (SI) oppure [lbf/ft²] (US)
- {\displaystyle z=} lunghezza del letto, espressa in [m] (SI) oppure [ft] (US)
- {\displaystyle G=\rho u=} velocità superficiale massica, espressa in [kg/m²·s] (SI) oppure [lbm/ft²·h] (US)
- {\displaystyle \rho =} densità del fluido, espressa in [kg/m³] (SI) oppure [lbm/ft³] (US)
- {\displaystyle u=} velocità superficiale, espressa in [m/s] (SI) oppure [ft/h] (US)
- {\displaystyle g_{c}=} fattore di conversione, che vale 1 (SI) oppure 32,174 lbm·ft/lbf·s² (US)
- {\displaystyle D_{p}=} diametro delle particelle di catalizzatore nel letto, espresso in [m] (SI) oppure [ft] (US)
- {\displaystyle \phi =} grado di vuoto del letto
- {\displaystyle \mu =} viscosità dinamica del fluido, espressa in [kg/m·s] (SI) oppure [lbm/ft²·h] (US).

## Caso gas
Se il fluido che attraversa il letto è un gas, l'unico parametro che cambia con la pressione lungo il letto è la densità del gas stesso. Operando in condizioni stazionarie, la portata massica entrante Q0 nel letto eguaglia la portata massica uscente Q dal letto, per cui:
{\displaystyle Q_{0}=Q}
{\displaystyle \rho _{0}v_{0}=\rho v}
con {\displaystyle v_{0}} portata volumetrica entrante e {\displaystyle v} portata volumetrica uscente.

Per la legge dei gas perfetti si ha che:
{\displaystyle v=v_{0}\left({\frac {P_{0}}{P}}\right)\left({\frac {T}{T_{0}}}\right)\left({\frac {F_{T}}{F_{T0}}}\right)}
con {\displaystyle T} temperatura e {\displaystyle F_{T}} portata molare totale, da cui
{\displaystyle \rho =\rho _{0}{\frac {v_{0}}{v}}=\rho _{0}\left({\frac {P}{P_{0}}}\right)\left({\frac {T_{0}}{T}}\right)\left({\frac {F_{T0}}{F_{T}}}\right)}
Andando a sostituire tale relazione nell'Equazione di Ergun si ottiene:
{\displaystyle {\frac {dP}{dz}}=-{\frac {G}{\rho _{0}g_{c}D_{p}}}\left({\frac {1-\phi }{\phi ^{3}}}\right)\left[{\frac {150\left(1-\phi \right)\mu }{D_{p}}}+1,75G\right]\left({\frac {P_{0}}{P}}\right)\left({\frac {T}{T_{0}}}\right)\left({\frac {F_{T}}{F_{T0}}}\right)}
che si può semplificare, tenendo conto che i primi tre fattori del membro di destra sono costanti lungo il letto per condizioni di ingresso fissate, in:
{\displaystyle {\frac {dP}{dz}}=-\beta _{0}\left({\frac {P_{0}}{P}}\right)\left({\frac {T}{T_{0}}}\right)\left({\frac {F_{T}}{F_{T0}}}\right)=-\beta _{0}\left({\frac {1}{y}}\right)\left({\frac {T}{T_{0}}}\right)\left({\frac {F_{T}}{F_{T0}}}\right)}
Dividendo per la pressione a monte del letto:
{\displaystyle \left({\frac {1}{P_{0}}}\right){\frac {dP}{dz}}=-\left({\frac {1}{P_{0}}}\right)\beta _{0}\left({\frac {1}{y}}\right)\left({\frac {T}{T_{0}}}\right)\left({\frac {F_{T}}{F_{T0}}}\right)}
{\displaystyle {\frac {d\left(P/P_{0}\right)}{dz}}=-\beta _{0}\left({\frac {1}{y\cdot P_{0}}}\right)\left({\frac {T}{T_{0}}}\right)\left({\frac {F_{T}}{F_{T0}}}\right)}
{\displaystyle {\frac {dy}{dz}}=-\beta _{0}\left({\frac {1}{y\cdot P_{0}}}\right)\left({\frac {T}{T_{0}}}\right)\left({\frac {F_{T}}{F_{T0}}}\right)}
Ipotizzando di essere in condizioni isoterme, gli ultimi due fattori del membro di destra si semplificano:
{\displaystyle {\frac {dy}{dz}}=-\beta _{0}\left({\frac {1}{y\cdot P_{0}}}\right)}
dalla quale infine è possibile ricavare il rapporto tra pressione finale e iniziale lungo il letto, 
{\displaystyle y={\frac {P}{P_{0}}}={\sqrt {1-{\frac {2\beta _{0}z}{P_{0}}}}}}